# 곤살레스잠꾸러기상어
곤살레스잠꾸러기상어(Somniosus gonzalezi)는 멸종한 잠꾸러기상어의 일종이다. 현세로부터 2840만-2303만 년 전 올리고세에 살았다. 화석은 미국 워싱턴주 서부에서 발견되었다.